# The Coddling of the American Mind
The Coddling of the American Mind: How Good Intentions and Bad Ideas Are Setting Up a Generation for Failure (en español La transformación de la mente moderna) es un libro de 2018 escrito por Greg Lukianoff y Jonathan Haidt. Es una expansión del ensayo que ambos autores escribieron en The Atlantic en 2015.
El libro fue finalista en 2018 al Premio Nacional de Círculo de los Críticos para No ficción.

## Tesis
El libro argumenta que los problemas recientes en campus universitarios tienen su origen en "Tres malas ideas" que han sido introducidas cada vez más como parte de la educación y la niñez americanas:
1. La falsedad de la fragilidad: lo que no te mata  te hace más débil.
2. La falsedad del razonamiento emocional: confía siempre en tus sentimientos.
3. La falsedad de "nosotros contra ellos": la vida es una batalla  entre las buenas personas y las malvadas.

Los autores indican que el origen de estas ideas está en la sobreprotección que se da en las familias y luego permea hacia los medios y centros de educación, creándose así un círculo vicioso. El libro argumenta que estas "tres malas ideas" son la causa de muchos problemas en las personas jóvenes, las universidades y las democracias liberales, y, por lo tanto, recomiendan navegar en sentido opuesto.

Nuestro argumento es en última instancia pragmático, no moralista: sea cual sea tu identidad, origen cultural o ideología política, serás más feliz y estarás más sano, más fuerte y tendrás mayor probabilidad de éxito al perseguir tus objetivos si haces lo contrario de lo [planteado por las tres malas ideas]. Eso significa ir a la búsqueda de desafíos (en vez de eliminarlos o de evitar todo lo que te haga «sentir que no estás seguro»), liberarte de tus distorsiones cognitivas (en vez de confiar siempre en tus sentimientos iniciales) y adoptar una visión generosa de los demás y buscar los matices (en vez de asumir lo peor de las personas desde una moral simplista de «nosotros contra ellos»).

## Liberación
El libro se coló en el número 8 de la lista del The New York Times. Estuvo cuatro semanas en la lista.

## Recepción
Edward Luce del Financial Times alabó el libro, "hace un gran trabajo mostrando cómo este estado de miedo, esta obsesión por la seguridad, esta llenando de mierda la mente de los jóvenes."
The New York Times alabó las explicaciones y análisis del libro.
El Correo de Washington cuestionó la afirmación del libro de que el alumnado actual es miedoso y dependiente.
The Guardian criticó el libro diciendo que no es cierto que el alumnado esté sufriendo distorsiones "patológicas".